# Hora once
Hora once fue un espacio dramático de televisión, emitido por La 2 de Televisión Española entre 1968 y 1974.

## Esquema
El programa estuvo en antena en la época dorada del teatro televisado en España. Convivió con otros programas y series similares, de los que el más emblemático fue Estudio 1. En esa época la parrilla de TVE emitía teatro televisado casi a diario, agrupando las obras representadas en diferentes espacios, clasificados por géneros (así Teatro de misterio, Telecomedia, Teatro de siempre) o bien por una peculiaridad concreta. En el caso de Hora once, se trataba de piezas que nunca antes se habían representado en cine o televisión.

## Listado de piezas representadas
| - Adolescencia - 19 de febrero de 1972 - Rafael Arcos - Lola Herrera - Enrique San Francisco - Aguas primaverales - 20 de mayo de 1971 - Blanca Sendino - Elena María Tejeiro - Paco Valladares - Aliosha - 6 de marzo de 1970 - Rafael Anglada - Consuelo de Nieva - Joan Pera - Auto de fe - 22 de septiembre de 1968 - Fernando Delgado - Bartley - 1 de enero de 1972 - Alberto Fernández - Antonio Ferrandis - Francisco Guijar - Sergio Mendizábal - Manolo Otero - Billy Budd - 22 de julio de 1972 - Tomás Blanco - Ramón Pons - Blasones y talegas - 4 de diciembre de 1971 - Antonio Casal - Alfredo Mayo - Erasmo Pascual - Julieta Serrano - José Vidal - Chelcash - 29 de mayo de 1970 - Antonio Acebal - Francisco Cecilio - Enrique Navarro - José Sancho - Manuel Tejada - Compañerismos - 8 de junio de 1969 - Carmen de la Maza - Juan Diego - Manuel Torremocha - Asunción Villamil - Cuento futuro - 5 de junio de 1970 - Carmen Contreras - Joaquín Díaz - Cómo se casó Álvar Fáñez - 5 de septiembre de 1970 - Modesto Blanch - Fiorella Faltoyano - Alberto Fernández - Alicia Saínz de la Maza - Danza macabra - 30 de septiembre de 1972 - Emma Cohen - Agustín González - Andrés Mejuto - Enrique San Francisco - De la misma sangre - 20 de mayo de 1972 - María José Goyanes - Luisa Sala - Blanca Sendino - Doble error - 28 de enero de 1974 - Nuria Carresi - Jesús Enguita - Fiorella Faltoyano - Guadalupe Güemes - Gabriel Llopart - Mayrata O'Wisiedo - Manuel Tejada - Luis Varela - Domingo - 30 de diciembre de 1968 - Susana Mara - Rafael Navarro - Vicente Vega - Don Lesmes - 26 de noviembre de 1973 - Ángel Álvarez - Valeriano Andrés - Nela Conjiu - Mariano Ozores - Erasmo Pascual - Duque de Portland - 19 de diciembre de 1970 - Nicolás Dueñas - Manuel Galiana - Pepe Ruiz - El Apolo de Bellac - 9 de febrero de 1969 - Tota Alba - Rafael Anglada - Carlos Lemos - Carlos Lucena - Francisco Morán - Tina Sáinz - El aderezo - 23 de octubre de 1971 - Nela Conjiu - Concha Cuetos - María Isbert - Pablo Sanz - El alegre mes de mayo - 16 de septiembre de 1972 - Manuel Dicenta - Olga Peiró - El alquimista - 31 de diciembre de 1973 - Francisco Algora - Marciano Buendia - Alfonso del Real - Antonio Iranzo - Kino Pueyo - Francisco Vidal - El barrilito - 15 de octubre de 1971 - El beso - 22 de agosto de 1970 - Julio Núñez - El caballero de las botas azules - 29 de enero de 1973 - Leo Anchóriz - Margarita Calahorra - Fernando Chinarro - Lola Lemos - María Luisa Ponte - El casamiento engañoso - 15 de mayo de 1970 - Carmen Fortuny - Ricardo Merino - El cochero - 5 de agosto de 1972 - Teófilo Calle - José Carlos Plaza - El coronel Chabert - 15 de julio de 1972 - Adela Escartín - Fernando Sotuela - El crimen de Lord Saville - 13 de febrero de 1970 - María del Puy - Alfonso del Real - Nicolás Dueñas - Aurora Redondo - Asunción Villamil - El delincuente honrado - 28 de mayo de 1973 - Fernando Chinarro - José María Guillén - María Kosty - El diablo y Tomás Walker - 3 de octubre de 1970 - Vicente Haro - Pilar Puchol - Vicente Vega - El escarabajo de oro - 29 de julio de 1972 - Ramiro Oliveros - Eusebio Poncela - El extraño secreto de Shalken, el pintor - 17 de octubre de 1970 - Ana Belén - José María Caffarel - Nicolás Dueñas - Adolfo Thous - El hombre de la oreja rota - 8 de marzo de 1971 - Enriqueta Carballeira - María Castelló - Antonio Cerro - Rafael Guerrero - El hombre que vendió su sombra - 24 de octubre de 1970 - Luis Barbero - Víctor Fuentes - José Segura - Amparo Valle - El ilustre Selsam - 5 de diciembre de 1970 - Carlos Méndez - Nélida Quiroga - José Vivó - El incendio - 2 de marzo de 1969 - Miguel Aguado - Irene Daina - Estanis González - Javier Loyola - Luis Morris - Paloma Pagés - El inocente - 23 de diciembre de 1968 - Lola Lemos - Susana Mara - Amparo Muñoz - Valentín Tornos - Vicente Vega - El ladrón - 3 de septiembre de 1971 - Manuel Brieva - Avelino Cánovas - Francisco Casares - Vicente Vega - El largo adiós - 25 de noviembre de 1968 - Mercè Bruquetas - Mario Gas - Silvia Tortosa - El maestro - 22 de abril de 1972 - Nicolás Dueñas - Eusebio Poncela - María Luisa San José - El monte de las ánimas - 20 de junio de 1970 - Manuel Andrés - Rafael Calvo - Rosario Coscolla - Isabel Gallardo - Víctor Petit - Mónica Randall - José María Santos - El músico ciego - 24 de septiembre de 1973 - José Blanch - José Antonio Gallego - José María Guillén - Nuria Lage - José Luis Lespe - Teresa Rabal - Manuel Salamanca - Amparo Soto - El paquebote de Tenacity - 11 de mayo de 1969 - Ana María Barbany - Daniel Dicenta - Víctor Petit - Elisenda Ribas - El primer loco - 10 de junio de 1971 - Tomás Blanco - Enriqueta Carballeira - José Caride - Nela Conjiu - El préstamo - 24 de enero de 1970 - Gabriel Agustí - Carlos Mendy - Alejandro Ulloa - El recluta - 11 de marzo de 1972 - Margarita Calahorra - Ana del Arco - Lola Herrera - María Isbert - Francisco Merino - José Orjas - Joaquín Rodríguez Pueyo - Fernando Sánchez Polack - Manuel Tejada - El retrato - 25 de junio de 1973 - Tomás Blanco - Carlos Mendy - Nélida Quiroga - Pedro Sempson - El señor secretario - 10 de octubre de 1970 - José Blanch - Félix Dafauce - Luis Morris - Paloma Pagés - El sillón mágico - 20 de abril de 1969 - Montserrat Carulla - Enrique Cerro - José Cerro - Carlos Lucena - El socio de Tennessee - 15 de marzo de 1971 - Leo Anchóriz - Carlos Ballesteros - Estanis González - Ricardo Lucia - Roberto Martín - El sueño de Makar - 15 de abril de 1971 - Modesto Blanch - Nela Conjiu - Fernando Delgado - Jesús Enguita - José Franco - Jorge Segura - El tesoro - 30 de enero de 1970 - José Caride - Francisco Cecilio - El tesoro de Franchard - 30 de octubre de 1971 - José Blanch - El tonelero de Nuremberg - 26 de agosto de 1972 - José María Caffarel - Fernando Chinarro - Paloma Pagés - Eusebio Poncela - Silvia Vivó - El valiente - 13 de enero de 1969 - Susana Mara - Rafael Navarro - Vicente Vega - El velo negro - 21 de octubre de 1972 - Esperanza Alonso - José María Guillén - María Luisa San José - El viejo sastre - 1 de julio de 1971 - Antonio Puga - José Vivó - El viudo Lowell - 24 de julio de 1971 - Ángel Aranda - Fiorella Faltoyano - Milagros Leal - Eleonora - 1971 - Ana Belén - Eusebio Poncela - Mary Delgado - En familia - 13 de marzo de 1970 - Mary González - Pablo Sanz - Asunción Villamil - Epílogo - 13 de junio de 1970 - Cándida Losada - Carlos Mendy - Erasmo Pascual - Escuela de neuróticos - 11 de noviembre de 1968 - Montserrat Carulla - Jordi Serrat - Flores tardías - 9 de septiembre de 1972 - Adela Escartín - Javier Escrivá - Tote García Ortega - Julieta Serrano - José Vivó - Gobseck - 25 de julio de 1970 - Manuel Toscano - Ana María Vidal - Hermann y Dorotea - 14 de octubre de 1972 - Isidro Almela - Enriqueta Carballeira - Valentín Conde - Adela Escartín - José María Lucena - Mariano Ozores - Antonio Puga - Enrique Vivó - Historia de la Mala Strana - 12 de septiembre de 1970 - Consuelo de Nieva - Jordi Serrat - Alejandro Ulloa - Fernando Ulloa - Horatio Sparkins - 8 de julio de 1972 - José María Caffarel - Maruchi Fresno - Paca Ojea - Ramiro Oliveros - Incomprensible - 1 de agosto de 1970 - Enric Casamitjana - Josefina Güell - Francisco Piquer - Elisenda Ribas - Iván y su tía - 10 de junio de 1972 - Florinda Chico - Francisco Vidal - Jacobo o la sumisión - 16 de marzo de 1969 - Rafael Anglada - Conxita Bardem - Carmen Fortuny - Víctor Petit - Francisco Piquer - Elisenda Ribas - La Marquesa de Larkspur - 22 de junio de 1969 - Susana Mara - Pablo Sanz - La Marquesa de O - 5 de abril de 1971 - Antonio Casal - Juan Diego - Mari Carmen Prendes - Julieta Serrano | - La Señora Jenny Trelbel - 17 de diciembre de 1971 - Julia Peña - Luisa Sala - Enrique Vivó - La bella del bosque - 13 de abril de 1969 - Ramón Corroto - Maruchi Fresno - Pepe Martín - Carlos Mendy - Tina Sáinz - La bien amada - 7 de noviembre de 1970 - Enriqueta Carballeira - Andrés Mejuto - Marisa Porcel - Ángela María Torres - La cabeza del Bautista - 28 de abril de 1968 - José Luis Pellicena - José María Caffarel - Valentín Conde - Susana Mara - La cantante calva - 1 de septiembre de 1968 - Terele Pávez - José Peñalver - Ana María Barbany - Antonio Iranzo - La casa del juez - 12 de diciembre de 1970 - Nela Conjiu - Lola Gaos - José María Lucena - Erasmo Pascual - Ricardo Tundidor - La comadreja - 24 de octubre de 1969 - Mercedes Barranco - José María Caffarel - Luisa Sala - La dama de los tres naipes - 1 de mayo de 1970 - Mary González - Arturo López - Carlos Mendy - La dama del mar - 29 de septiembre de 1968 - Rafael Anglada - Ana María Barbany - Sergio Doré - Antonio Iranzo - Glòria Roig - Elena María Tejeiro - La danzarina de Samaka - 8 de febrero de 1971 - Hugo Blanco - Roberto Caballero - María Nevado - La enemiga - 18 de octubre de 1969 - Nicolás Dueñas - Jesús Enguita - José María Escuer - Lola Gaos - Ana María Noé - Charo Soriano - La escuela de los maridos - 26 de febrero de 1973 - Modesto Blanch - José María Caffarel - Concha Cuetos - Juan Diego - Mara Goyanes - Vicente Haro - Paloma Pagés - La esposa del pionero - 2 de septiembre de 1972 - Modesto Blanch - José Caride - Fernando Sotuela - La extraña tarde del Dr. Burke - 13 de julio de 1969 - Amparo Baró - José Cerro - Antonio Iranzo - Carlos Mendy - Elisenda Ribas - La falsa amante - 11 de noviembre de 1972 - Fiorella Faltoyano - Ramiro Oliveros - La historia de Sauce Pálido - 17 de julio de 1971 - Lola Gaos - Conchita Goyanes - La ilustre fregona - 30 de julio de 1973 - Almudena Cotos - Félix Dafauce - Rafael Guerrero - Francisco Merino - Enrique Navarro - Manolo Sierra - Amparo Soto - La interdicción - 5 de febrero de 1972 - José María Caffarel - Félix Dafauce - Julia Peña - Antonio Puga - La leyenda de Zuma - 25 de marzo de 1972 - Félix Dafauce - Marisa Paredes - Mercedes Prendes - Blanca Sendino - La loba - 9 de diciembre de 1968 - Esperanza Alonso - Nicolás Dueñas - Estanis González - Susana Mara - José Sacristán - La mano cortada - 13 de mayo de 1971 - Enriqueta Carballeira - Alfonso del Real - Antonio Ferrandis - La muerte de Iván Illich - 28 de noviembre de 1970 - José Blanch - Andrés Mejuto - Ángela María Torres - José Manuel Enríquez - La muñeca muerta - 28 de octubre de 1968 - Raquel Rojo - José Sacristán - La patriota - 12 de diciembre de 1972 - La posada roja - 21 de noviembre de 1970 - Enric Arredondo - Sagrario Sala - La prudente venganza - 1971 - Paula Gardoqui - Aldo Merino - Ricardo Merino - Luis Morris - Eusebio Poncela - Victoria Vera - Silvia Vivó - La prueba de la fidelidad - 15 de septiembre de 1968 - Fiorella Faltoyano - Estanis González - Cándida Losada - José Sacristán - La pródiga - 3 de junio de 1971 - Jaime Blanch - Nuria Torray - La puerta tapiada - 29 de agosto de 1970 - Rafael Calvo - Sergio Doré - Carlos Ibarzábal - Roberto Martín - La rosa de la Alhambra - 18 de enero de 1971 - José Bódalo - Enriqueta Carballeira - Mercedes Prendes - Mónica Randall - La venda - 7 de julio de 1968 - Amparo Baró - Montserrat Carulla - Julián Pérez Ávila - Las alas de la paloma - 6 de febrero de 1970 - Carmen Contreras - Paquita Ferrándiz - Marta Padován - Ana María Simón - Las mujeres buenas - 22 de abril de 1971 - Nuria Carresi - Nicolás Dueñas - Paloma Pagés - Las paredes oyen - 29 de octubre de 1973 - Enric Arredondo - Lola Herrera - Antonio Iranzo - Francisco Merino - Las sorpresas del teatro - 6 de julio de 1969 - Ana María Barbany - Paquita Ferrándiz - Julio Núñez - Alejandro Ulloa - Ligazón - 28 de abril de 1968 - Ana Belén - Blanca Sendino - Pilar Muñoz - Valentín Conde - Fernando Millet. - Llegada de noche - 27 de abril de 1969 - Ángela Liaño - Julián Pérez Ávila - Víctor Petit - Tina Sáinz - José María Santos - Los ciegos - 8 de agosto de 1970 - Rafael Arcos - Alicia Hermida - Los desterrados de Poker Flat - 26 de febrero de 1972 - Juan Diego - María Isbert - Maribel Martín - Marisa Paredes - Pedro Mari Sánchez - Los disecados - 17 de enero de 1970 - Álvaro de Luna - Elisa Ramírez - Blanca Sendino - Los tres maridos burlados - 26 de septiembre de 1970 - Sergio Doré - Josefina Güell - Jordi Serrat - Alicia Tomás - Albert Trifol - Consuelo Vives - Mi amor es traicionero - 24 de agosto de 1969 - Susana Mara - Vicente Vega - Mi tío Jules - 15 de enero de 1972 - Ángel Picazo - Nélida Quiroga - Mulligan - 25 de enero de 1971 - Enriqueta Carballeira - Ricardo Merino - Ricardo Tundidor - Noches blancas - 31 de octubre de 1970 - Enriqueta Carballeira - Fernando Cebrián - Lola Lemos - Carlos Ballesteros - Blanca Sendino - Noches florentinas - 22 de marzo de 1971 - Enrique Cerro - José Luis Pellicena - Berta Riaza - Pedro Sempson - - Náufragos - 25 de septiembre de 1971 - Rafael Arcos - Mercedes Prendes - Odiseas del Norte - 6 de noviembre de 1971 - Nicolás Dueñas - Ismael Merlo - Julio Peña - José Renovales - Rebeca y el Capitán - 2 de octubre de 1971 - Agustín González - Conchita Goyanes - Francisco Guijar - Restaurante de Ángel - 18 de mayo de 1969 - Amparo Baró - Enric Casamitjana - Elisenda Ribas - Solar en venta - 4 de enero de 1971 - José Calvo - Enriqueta Carballeira - José Carlos Plaza - Un alcalde para Marsala - 1 de marzo de 1971 - José María Escuer - Carmen Fortuny - Joaquín Pamplona - Un cuento californiano - 1 de febrero de 1971 - Ernesto Aura - Emma Cohen - Andrés Mejuto - Un estudio en verde - 11 de diciembre de 1971 - Pedro del Río - Alberto Fernández - Ricardo Merino - Rafael Navarro - Silvia Tortosa - Un hermoso domingo de septiembre - 4 de mayo de 1969 - Rafael Anglada - Ana María Barbany - Paquita Ferrándiz - Carlos Lemos - Jordi Serrat - Un jardín de senderos que se bifurcan - 30 de abril de 1973 - Teresa Guaida - Rafael Guerrero - Susana Mara - Amparo Pamplona - Un matrimonio desigual - 29 de junio de 1969 - Sergio Doré - Carlos Lucena - Àngels Moll - Víctor Petit - Jordi Serrat - Un millonario modelo - 12 de febrero de 1972 - Tomás Blanco - Francisco Marsó - Marisa Paredes - Un tema para una novela - 1 de julio de 1972 - Leo Anchóriz - Nuria Carresi - Una aventura curiosa - 10 de enero de 1970 - José Ignacio Abadal - Agustín González - Miguel Pedrosa - Ramón Pons - Fernando Rubio - Una cama terriblemente extraña - 12 de agosto de 1972 - Francisco Algora - Jaime Nervo - José María Resel - Una cortina de humo - 27 de agosto de 1973 - Valeriano Andrés - Luis Barbero - Mary González - Susana Mara - Una cruz para Electra - 15 de junio de 1969 - Jaime Blanch - María Jesús Lara - Susana Mara - Rogelio Romero - Pepe Ruiz - Blanca Sendino - Una estatua en el valle - 29 de abril de 1971 - Tota Alba - Juan Diego - Adriano Domínguez - José Orjas - Una historia de socios y de novias - 1 de abril de 1972 - Almudena Cotos - Álvaro de Luna - Conchita Goyanes - Antonio Iranzo - Una noche de Cleopatra - 17 de junio de 1971 - Carmen Bernardos - Manuel Gallardo - Rafael Guerrero - Una noche maravillosa - 9 de marzo de 1969 - Rafael Arcos - Alicia Hermida - Arturo López - Una viuda difícil - 25 de mayo de 1969 - Carlos Mendy - Victoria Rodríguez - Pepe Ruiz - José Torremocha - Vanina Vanini - 8 de enero de 1972 - Fernando Illán - Pilar Velázquez - Vida tricolor - 3 de junio de 1972 - Leo Anchóriz - Ignacio de Paúl - Marisa Paredes - Yanko, el músico - 6 de mayo de 1971 - José Antonio Gallego - Estanis González - Francisco Guijar - Lola Herrera - Antonio Medina - Francisco Merino - Silvia Vivó - ¿No te has muerto aún? - 21 de diciembre de 1970 - Mario Bustos - Marta Padován - Francisco Piquer |